# Kanton Foix-Ville
Der Kanton Foix-Ville war bis 2015 ein französischer Wahlkreis im Arrondissement Foix, im Département Ariège und in der Region Midi-Pyrénées. Er umfasste nur die Kleinstadt Foix. Die landesweiten Änderungen in der Zusammensetzung der Kantone brachten im März 2015 seine Auflösung.